# Campeonato Mundial de Natação em Piscina Curta de 2022 - 100 m livre feminino
A prova dos 100 metros nado livre feminino do Campeonato Mundial de Natação em Piscina Curta de 2022 foi disputada entre os dias 14 e 15 de dezembro de 2022, no Melbourne Sports and Aquatics Centre, em Melbourne, na Austrália.

## Recordes
Antes desta competição, os recordes mundiais e do campeonato nesta prova eram os seguintes:
|                       | Nome            | Nacionalidade | Tempo | Local     | Data                   |
| --------------------- | --------------- | ------------- | ----- | --------- | ---------------------- |
| Recorde mundial       | Cate Campbell   | Austrália     | 50.25 | Adelaide  | 26 de outubro de 2017  |
| Recorde do campeonato | Siobhán Haughey | Hong Kong     | 50.98 | Abu Dhabi | 18 de dezembro de 2021 |

Os seguintes recordes mundiais ou do campeonato foram estabelecidos durante esta competição:
| Data           | Evento | Nome        | Nacionalidade | Tempo | Notas                 |
| -------------- | ------ | ----------- | ------------- | ----- | --------------------- |
| 15 de dezembro | Final  | Emma McKeon | Austrália     | 50.77 | Recorde do campeonato |

## Medalhistas
| Ouro              | Prata                 | Bronze                   |
| Emma McKeon (AUS) | Siobhán Haughey (HKG) | Marrit Steenbergen (NED) |

## Cronograma
Todos os horários são locais (UTC+11). 
| Data           | Hora  | Evento        |
| -------------- | ----- | ------------- |
| 14 de dezembro | 11:41 | Eliminatórias |
| 14 de dezembro | 19:57 | Semifinal     |
| 15 de dezembro | 19:42 | Final         |

## Resultados

### Eliminatórias
As eliminatórias ocorreram no dia 14 de dezembro com início às 11:41.
| Colocação | Bateria | Raia | Nadadora                     | Nacionalidade                  | Tempo   | Notas            |
| --------- | ------- | ---- | ---------------------------- | ------------------------------ | ------- | ---------------- |
| 1         | 8       | 4    | Siobhán Haughey              | Hong Kong                      | 52.04   | Q                |
| 2         | 9       | 3    | Marrit Steenbergen           | Países Baixos                  | 52.23   | Q                |
| 2         | 9       | 4    | Emma McKeon                  | Austrália                      | 52.23   | Q                |
| 4         | 8       | 5    | Béryl Gastaldello            | França                         | 52.34   | Q                |
| 5         | 7       | 4    | Madison Wilson               | Austrália                      | 52.43   | Q                |
| 6         | 8       | 3    | Torri Huske                  | Estados Unidos                 | 52.48   | Q                |
| 7         | 7       | 5    | Barbora Seemanová            | Chéquia                        | 52.54   | Q                |
| 8         | 9       | 5    | Katarzyna Wasick             | Polónia                        | 52.56   | Q                |
| 8         | 7       | 8    | Taylor Ruck                  | Canadá                         | 52.56   | Q                |
| 10        | 7       | 3    | Michelle Coleman             | Suécia                         | 52.67   | Q                |
| 11        | 8       | 6    | Natalie Hinds                | Estados Unidos                 | 52.86   | Q                |
| 12        | 7       | 1    | Sara Junevik                 | Suécia                         | 52.91   | Q                |
| 13        | 7       | 6    | Cheng Yujie                  | China                          | 53.03   | Q                |
| 14        | 9       | 6    | Anna Hopkin                  | Reino Unido                    | 53.06   | Q                |
| 15        | 6       | 6    | Snæfríður Jórunnardóttir     | Islândia                       | 53.21   | Q,               |
| 16        | 9       | 1    | Stephanie Balduccini         | Brasil                         | 53.32   | Q                |
| 17        | 8       | 2    | Chihiro Igarashi             | Japão                          | 53.38   |                  |
| 18        | 9       | 8    | Barbora Janíčková            | Chéquia                        | 53.45   |                  |
| 19        | 9       | 7    | Katerine Savard              | Canadá                         | 53.59   |                  |
| 20        | 8       | 1    | Lena Kreundl                 | Áustria                        | 53.67   |                  |
| 21        | 8       | 8    | Valentine Dumont             | Bélgica                        | 53.77   |                  |
| 22        | 6       | 5    | Neža Klančar                 | Eslovênia                      | 53.81   |                  |
| 23        | 8       | 7    | Kim Busch                    | Países Baixos                  | 53.84   |                  |
| 24        | 7       | 2    | Rio Shirai                   | Japão                          | 53.88   |                  |
| 25        | 5       | 2    | Anicka Delgado               | Equador                        | 54.19   | Recorde nacional |
| 26        | 5       | 5    | Jillian Crooks               | Ilhas Caimã                    | 54.20   | Recorde nacional |
| 27        | 6       | 3    | Teresa Ivanová               | Eslováquia                     | 54.42   |                  |
| 28        | 5       | 6    | Caitlin de Lange             | África do Sul                  | 54.47   |                  |
| 29        | 5       | 8    | Anna Hadjiloizou             | Chipre                         | 54.52   |                  |
| 30        | 9       | 2    | Isabella Hindley             | Reino Unido                    | 54.57   |                  |
| 31        | 6       | 4    | Diana Petkova                | Bulgária                       | 54.58   |                  |
| 32        | 6       | 8    | Hur Yeon-kyung               | Coreia do Sul                  | 54.59   |                  |
| 33        | 6       | 2    | Lana Pudar                   | Bósnia e Herzegovina           | 54.76   |                  |
| 34        | 6       | 1    | Elisbet Gámez                | Cuba                           | 54.87   |                  |
| 35        | 5       | 7    | Inés Marín                   | Chile                          | 55.28   | Recorde nacional |
| 36        | 5       | 4    | Amel Melih                   | Argélia                        | 55.58   |                  |
| 37        | 6       | 7    | Rafaela Fernandini           | Peru                           | 55.70   |                  |
| 38        | 5       | 1    | Batbayaryn Enkhkhüslen       | Mongólia                       | 55.76   | Recorde nacional |
| 39        | 4       | 7    | Elisabeth Timmer             | Aruba                          | 55.88   | Recorde nacional |
| 40        | 4       | 4    | Vár Erlingsdóttir Eidesgaard | Ilhas Feroé                    | 56.21   | Recorde nacional |
| 41        | 4       | 5    | Jasmine Alkhaldi             | Filipinas                      | 56.51   |                  |
| 42        | 4       | 2    | Karen Torrez                 | Bolívia                        | 57.19   |                  |
| 43        | 2       | 7    | María Castillo               | Panamá                         | 57.58   |                  |
| 44        | 4       | 6    | Ani Poghosyan                | Armênia                        | 57.91   |                  |
| 45        | 5       | 3    | Arina Baikova                | Letônia                        | 58.27   |                  |
| 46        | 4       | 3    | Oumy Diop                    | Senegal                        | 58.47   |                  |
| 47        | 3       | 6    | Hana Beiqi                   | Kosovo                         | 59.03   |                  |
| 48        | 4       | 1    | Aleka Persaud                | Guiana                         | 59.06   |                  |
| 49        | 3       | 3    | Kaiya Brown                  | Samoa                          | 59.17   |                  |
| 50        | 3       | 4    | Darýa Semýonowa              | Turquemenistão                 | 59.20   |                  |
| 51        | 4       | 8    | Nomvula Mjimba               | Zimbabwe                       | 59.81   |                  |
| 52        | 2       | 4    | Mia Lee                      | Guam                           | 1:00.38 |                  |
| 53        | 3       | 7    | Lubaina Ali                  | Federação de membros suspensos | 1:00.63 |                  |
| 54        | 3       | 5    | Georgia-Leigh Vele           | Papua-Nova Guiné               | 1:00.93 |                  |
| 55        | 3       | 2    | Sophia Latiff                | Tanzânia                       | 1:00.97 |                  |
| 56        | 3       | 1    | Anushiya Tandukar            | Nepal                          | 1:02.49 |                  |
| 57        | 2       | 5    | Charissa Panuve              | Tonga                          | 1:03.34 |                  |
| 58        | 2       | 3    | Saba Sultan                  | Kuwait                         | 1:04.62 |                  |
| 59        | 1       | 5    | Sonia Aktar                  | Bangladesh                     | 1:05.05 |                  |
| 60        | 1       | 4    | Mashael Al-Ayed              | Arábia Saudita                 | 1:06.59 |                  |
| 61        | 3       | 8    | Ammara Pinto                 | Malawi                         | 1:07.47 |                  |
| 62        | 2       | 2    | Abbi Illis                   | São Martinho                   | 1:09.62 |                  |
| 63        | 2       | 6    | Imelda Ximenes Belo          | Timor-Leste                    | 1:12.57 |                  |
| 64        | 1       | 3    | Mahra Al-Shehhi              | Emirados Árabes Unidos         | DNS     | DNS              |
| 64        | 7       | 7    | Wu Qingfeng                  | China                          | DNS     | DNS              |

### Semifinal
A semifinal ocorreu no dia 14 de dezembro com início às 19:57.
| Colocação | Bateria | Raia | Nadadora                 | Nacionalidade  | Tempo | Notas            |
| --------- | ------- | ---- | ------------------------ | -------------- | ----- | ---------------- |
| 1         | 2       | 5    | Emma McKeon              | Austrália      | 51.28 | Q                |
| 2         | 2       | 4    | Siobhán Haughey          | Hong Kong      | 51.69 | Q                |
| 3         | 2       | 3    | Madison Wilson           | Austrália      | 51.82 | Q                |
| 4         | 1       | 4    | Marrit Steenbergen       | Países Baixos  | 51.85 | Q                |
| 5         | 1       | 5    | Béryl Gastaldello        | França         | 52.09 | Q                |
| 6         | 1       | 3    | Torri Huske              | Estados Unidos | 52.11 | Q                |
| 7         | 2       | 7    | Natalie Hinds            | Estados Unidos | 52.16 | Q                |
| 8         | 1       | 6    | Taylor Ruck              | Canadá         | 52.27 | Q                |
| 9         | 2       | 2    | Katarzyna Wasick         | Polónia        | 52.40 |                  |
| 10        | 1       | 2    | Michelle Coleman         | Suécia         | 52.44 |                  |
| 11        | 1       | 7    | Sara Junevik             | Suécia         | 52.50 |                  |
| 12        | 2       | 6    | Barbora Seemanová        | Chéquia        | 52.59 |                  |
| 13        | 1       | 1    | Anna Hopkin              | Reino Unido    | 52.74 |                  |
| 14        | 2       | 1    | Cheng Yujie              | China          | 52.90 |                  |
| 15        | 2       | 8    | Snæfríður Jórunnardóttir | Islândia       | 53.19 | Recorde nacional |
| 16        | 1       | 8    | Stephanie Balduccini     | Brasil         | 53.64 |                  |

### Final
A final foi realizada no dia 15 de dezembro com início às 19:42.
| Colocação         | Raia | Nadadora           | Nacionalidade  | Tempo | Notas                 |
| ----------------- | ---- | ------------------ | -------------- | ----- | --------------------- |
| Medalha de ouro   | 4    | Emma McKeon        | Austrália      | 50.77 | Recorde do campeonato |
| Medalha de prata  | 5    | Siobhán Haughey    | Hong Kong      | 50.87 |                       |
| Medalha de bronze | 6    | Marrit Steenbergen | Países Baixos  | 51.25 |                       |
| 4                 | 3    | Madison Wilson     | Austrália      | 51.70 |                       |
| 5                 | 7    | Torri Huske        | Estados Unidos | 52.04 |                       |
| 6                 | 8    | Taylor Ruck        | Canadá         | 52.08 |                       |
| 7                 | 2    | Béryl Gastaldello  | França         | 52.13 |                       |
| 8                 | 1    | Natalie Hinds      | Estados Unidos | 52.24 |                       |

Legenda
| Recorde mundial       | Recorde mundial (World record)               |                       | Recorde africano                      | Recorde africano (African) |                                           | Q | Classificado por posição (Qualified) |
| Recorde do campeonato | Recorde do campeonato (Championship record)  | Recorde da América    | Recorde da América (Americas)         | q                          | Classificado por melhor tempo (Qualified) |   |                                      |
| Melhor marca do ano   | Melhor marca do ano (World leading)          | Recorde asiático      | Recorde asiático (Asian)              | DNS                        | Não largou (Did not start)                |   |                                      |
| Recorde nacional      | Recorde nacional (National record)           | Recorde europeu       | Recorde europeu (European)            | DNF                        | Não terminou (Did not finish)             |   |                                      |
| Recorde pessoal       | Recorde pessoal do atleta (Personal best)    | Recorde da Oceania    | Recorde da Oceania (Oceania)          | DSQ / DQ                   | Desclassificado (Disqualified)            |   |                                      |
| Recorde da temporada  | Recorde da temporada do atleta (Season best) | Recorde sul-americano | Recorde sul-americano (South America) | NM                         | Sem marca (No mark)                       |   |                                      |